# Memorial Danny Jonckheere
De Memorial Danny Jonckheere is een jaarlijkse wielerwedstrijd in het West-Vlaamse Oudenburg die sinds 1997 georganiseerd wordt. De wedstrijd is altijd ongeveer 155 km lang.
De wedstrijd is opgedragen aan ex-wielrenner Danny Jonckheere die in 1996 om het leven kwam bij een verkeersongeval.